# Rubus cordatifolius
Rubus cordatifolius är en rosväxtart som först beskrevs av Rogers och Riddelsd., och fick sitt nu gällande namn av David Elliston Allen. Rubus cordatifolius ingår i släktet rubusar, och familjen rosväxter. Inga underarter finns listade i Catalogue of Life.